# 聖阿沃爾德猶太會堂
49°06′17″N 6°42′33″E / 49.104740°N 6.709103°E

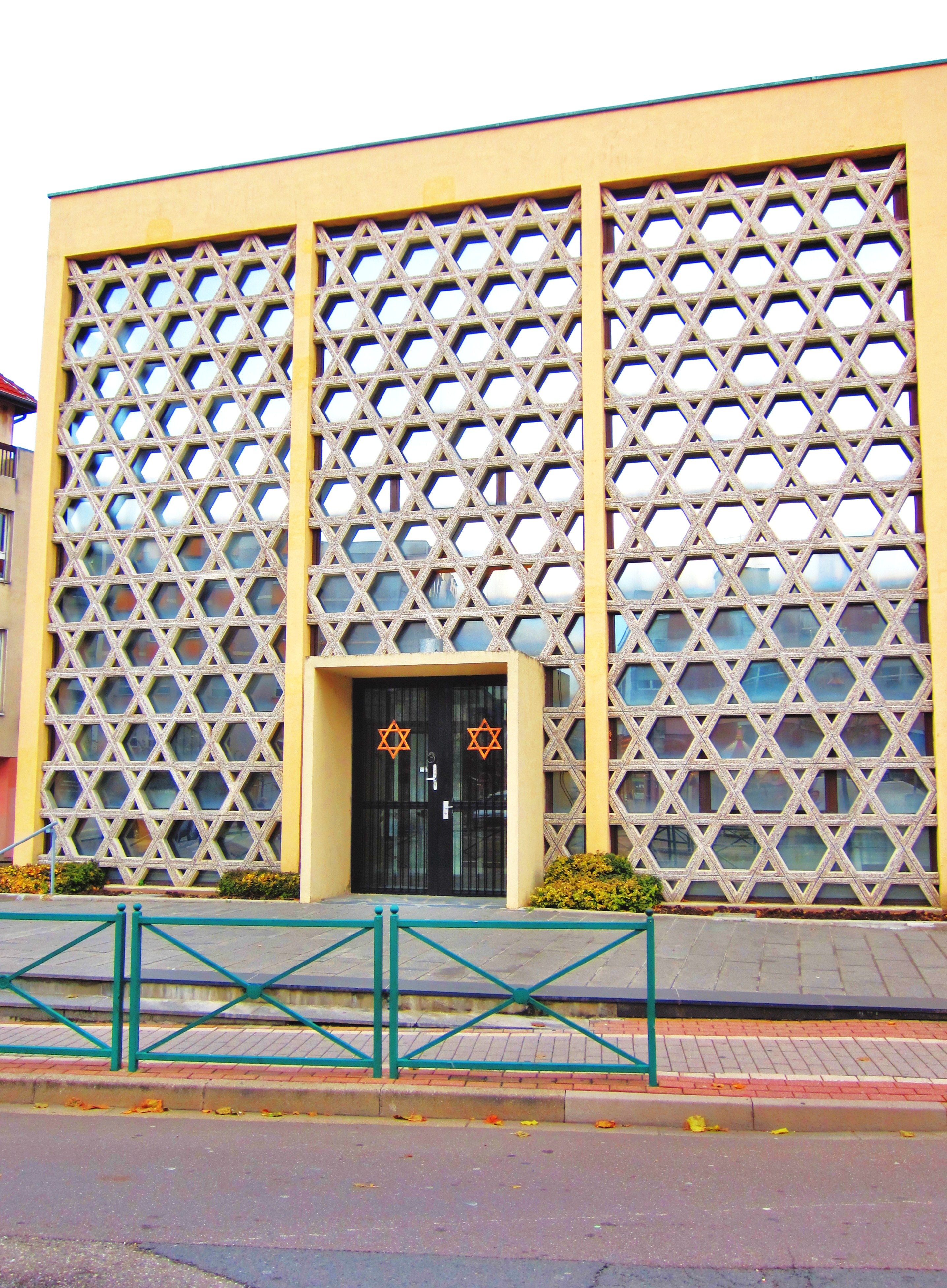

聖阿沃爾德猶太會堂（Saint-Avold Synagogue）是法國城市聖阿沃爾德的一座猶太會堂。這座猶太會堂竣工於1956年，取代附近的一座在二戰期間被德國摧毀的猶太會堂。

## 外部連結
- Structurae.de （页面存档备份，存于）
- Société d'Histoire du Pays Naborien （页面存档备份，存于）